# まつげ
まつげ（英: eyelash）は、まぶた（眼瞼）の端に生える体毛。日本語の表記にはまつ毛、睫、睫毛などがある。
まつげは眉毛とともに目の周辺に特に発達した体毛である。（眉毛は人(※生物学ではカタカナでヒトと記すのが正しい。)に独特のものではあるが）まつげのほうは、さまざまな哺乳類に生えており、さらにそれ以外の動物でもまつげがあるものがある。
一般的な体毛より太くて長さがそろっており、上下の眼瞼に3〜4列の幅をもって生えている毛で、上眼瞼の方が下眼瞼よりも長い。
睫毛には埃などの異物が目の中に入るのを防ぐ機能があり、上側がより発達するのもこの機能に関連していると考えられている。また（洞毛と同様に）神経系は まつげへのものの接触を感知し反射で眼瞼を閉じるなどの行動が引き起こされる。これは眼球を守るのに役立っている。

## 人のまつげ

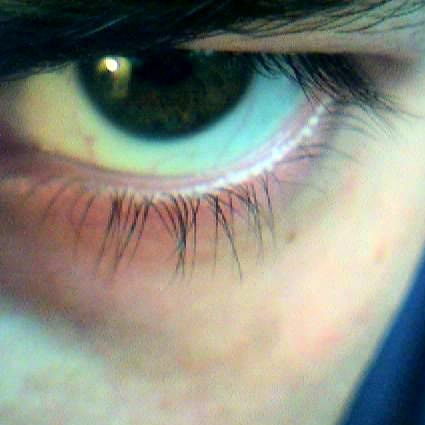
まぶたを開いて見上げるようにカメラを凝視している時の人の睫毛。下睫毛は細くまばらで、下方に伸びている。上睫毛はやや上向きにそり返り、太く密集しており、この角度からは（まぶたの曲面との関係で）目尻あたりが特に飛び出て見える。

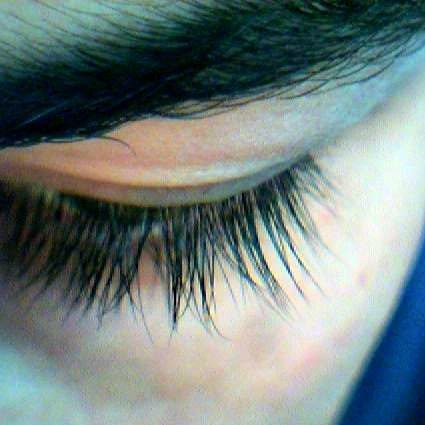
やや下方を見ている状態（いわゆる「伏し目」）の睫毛。

睫毛の長さは頭髪にくらべてかなり短いが、これはその成長期間が頭髪よりも短いためである。
上睫毛はそりかえるように曲がる性質がある。
上睫毛は胎児が9週目の段階で生え始め、遅れて下睫毛が生え始める。 上まつげは4～5の（不完全な）列で成長し、下まつげは2～3列で成長する。上まつげの本数の平均値は300～400本で、下まつげは100～150本である。上まつげは、10～20本ごとに三角形状の（毛根の）グループをなす。下まつげは下方に、まるで滝のように伸びる。
上睫毛は上方に伸び、曲がり、下睫毛よりも色が濃く、長く、密度が高い。下睫毛は上睫毛よりも細く軽く、まばらである。上睫毛と下睫毛の双方は、まぶたが閉じられた時に、互いに絡まったりしないような位置関係になっている。
睫毛の長さは、一般に上睫毛が8～12mmで、下睫毛は6～8mmである。睫毛の成長期間は34 ∓ 9日（つまり人により異なり、平均で34日程度、短くて25日、長くて44日程度の範囲）であり、生え換わり周期は90∓ 5 日（85～95日程度）である。一日に伸びる長さは平均で0.12 ∓ 0.05 mm（0.07～0.17mm程度）。
睫毛の長さの2016年時点でのギネス世界記録は12.4cmで、中国の女性が得たものである。
色は髪の毛の色と必ずしも同一とはいえず、髪の毛よりもやや明るめの色になる傾向がある。
まつげの毛包は、眼瞼の脂腺や睫毛腺などの腺と関係している。

### 疾病
まつげに関する疾病等には主に次のようなものがある。
- まつげが損失する"Madarosis"という症状がある。
- 眼瞼縁炎はまぶたの縁の炎症。まつげを損失するケースがある
- 睫毛重生は、いわゆる二重まつげで、複数の列から生えてきてしまう発育異常の一種である。
- さかまつげ（「さかさまつげ」とも言う）は、上眼瞼睫毛内反症のことで、まつげが眼球方向に発育してしまう症状である。まつげの毛先が角膜などを傷つける場合があり、日本では「逆さまの松の木」を絵馬に描き、奉納することにより治癒祈願をした[4][5]。明治時代には、1882年に米国の眼科専門雑誌に出ていたドイツ系米国人医師フェルディナンド・カール・ホッツ（F.C.Hotz）の「上眼瞼内反症手術」を参考に河本重次郎が河本式手術法（切開式）を考案して治療にあたった[6]。さらに河本に学んだ美甘光太郎は、河本式を応用して美容整形としての非切開の二重手術を考案し、1896年に世界に先駆けて発表した[7][8]。
- 抜毛症・抜毛癖によりまつげを抜いてしまう場合がある。
- 麦粒腫、いわゆる「ものもらい/めばちこ」は、眼瞼の脂腺や睫毛腺などの腺の炎症によって起こる。

- まつげは、プロスタグランジンF2α製剤の外用投与によって、本数や太さや長さの増大が見られることが知られており、美容目的に製剤が開発されている。
- ステビアエキス（主成分：ステビオシド）は、睫毛の毛幹やキューティクルの形成を促進し、その成長をサポートする[9]。
- ナツメ果実エキスに睫毛の毛成長効果があることが知られている[9]。なお、ナツメはZizyphus jujuba Miller var. inermis Rehder またはその他の近縁植物（Rhamnaceae）の果実から得られる植物抽出物を指すと記載されている。

### 化粧・人工睫毛

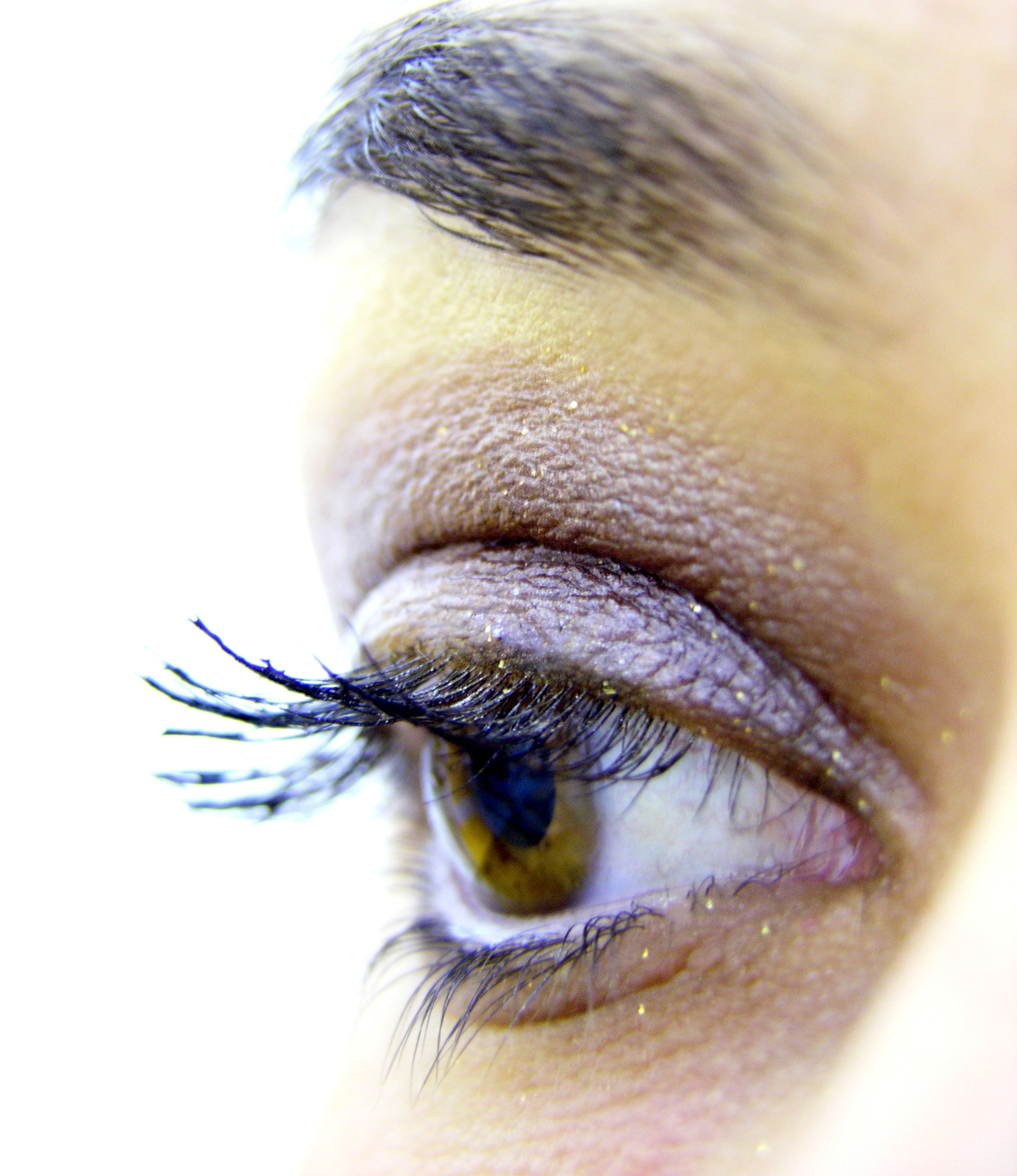
メイクアップされたまつげ。

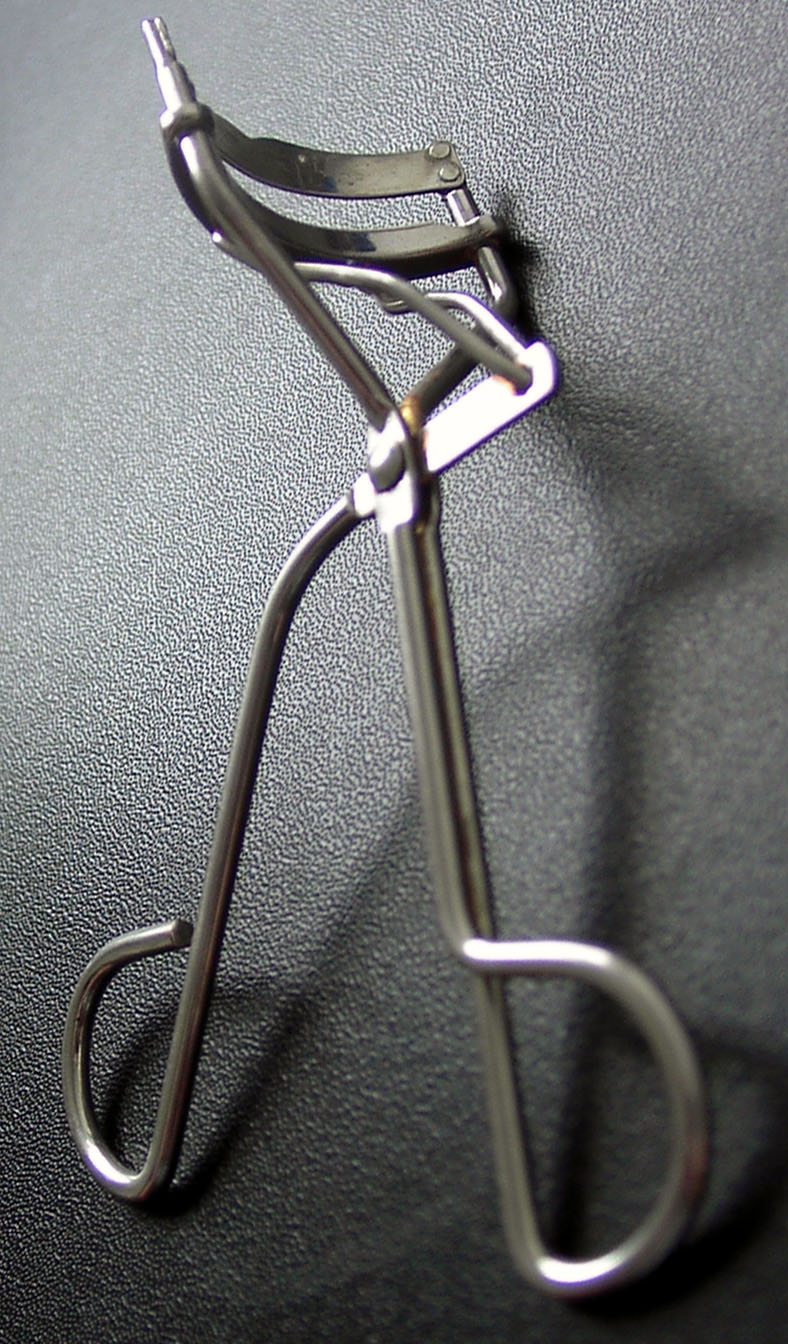
アイラッシュカーラー

すべての文化に共通とはいえないものの、まつげが長いことが「女性らしさ」とされる文化は多く、人為的に長くまたは多く見せたい傾向があり、化粧もそれを目指すものが大半である。まつげを彩る化粧の発祥は青銅器時代にまで遡り、その時代にはコール（kohl）と呼ばれるマスカラの一種がすでにあった。
まつげの強調は目の強調とほぼ目的を同じにしており、マスカラ、アイシャドー、アイライナーなどと組み合わせることによって総合的にアイメイクと呼ばれる。20世紀にはつけまつげがポピュラーになり、1960年代にそのブームはピークを迎えた。近年ではまつげを太く長く丈夫にする効果が期待できるという「まつげ美容液」とカテゴライズされる商品も市場に出回り始めた。
補助的な器具としてはアイラッシュカーラーという、まつげをはさんでカールさせ上方に先端を持っていくことであたかも目が大きいかのように見せ、マスカラのノリを良くする化粧道具がある。
いわゆる化粧の範疇からは外れるが、「まつ毛エクステンション」（「まつ毛エクステ」、「まつげエクステ」と略される場合もある）と呼ばれる、自前のまつげに人工毛などを装着し長さや数を増やす方法もある。もともとは髪の毛の技術であったパーマネントウエーブを施す方法もあるほか、植毛を美容整形として行う技術もある。

## 動物のまつげ
- 哺乳類には特徴的なまつげを持つものが多く見られる。ラクダのまつげは長くボリュームがあり、キリン、ウマ、ウシにも個性のあるまつげがある。
- 鳥類ではダチョウにも羽毛が変化したまつげがあり、サイチョウ科の鳥にもまつげ状のものがある。
- 爬虫類であるヘビの、マツゲハブの一種は、その名の通りまつげのように見える突起が目の上にあり、名前の由来にもなっている。

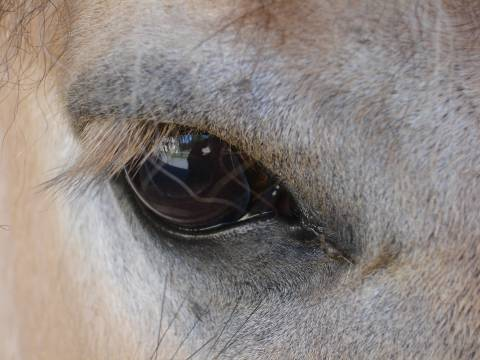
ウマのまつげ
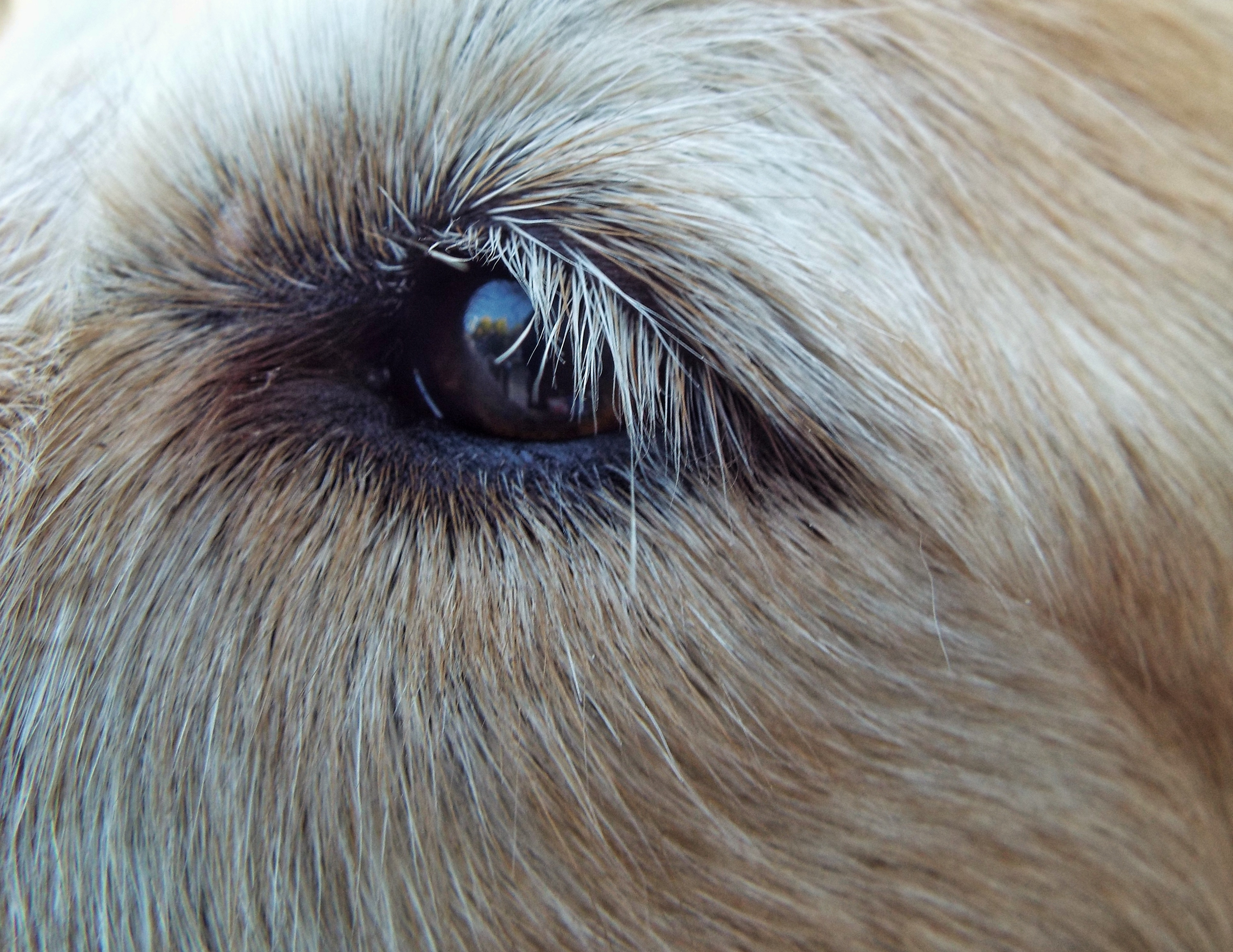
ゴールデン・レトリバーのまつげ
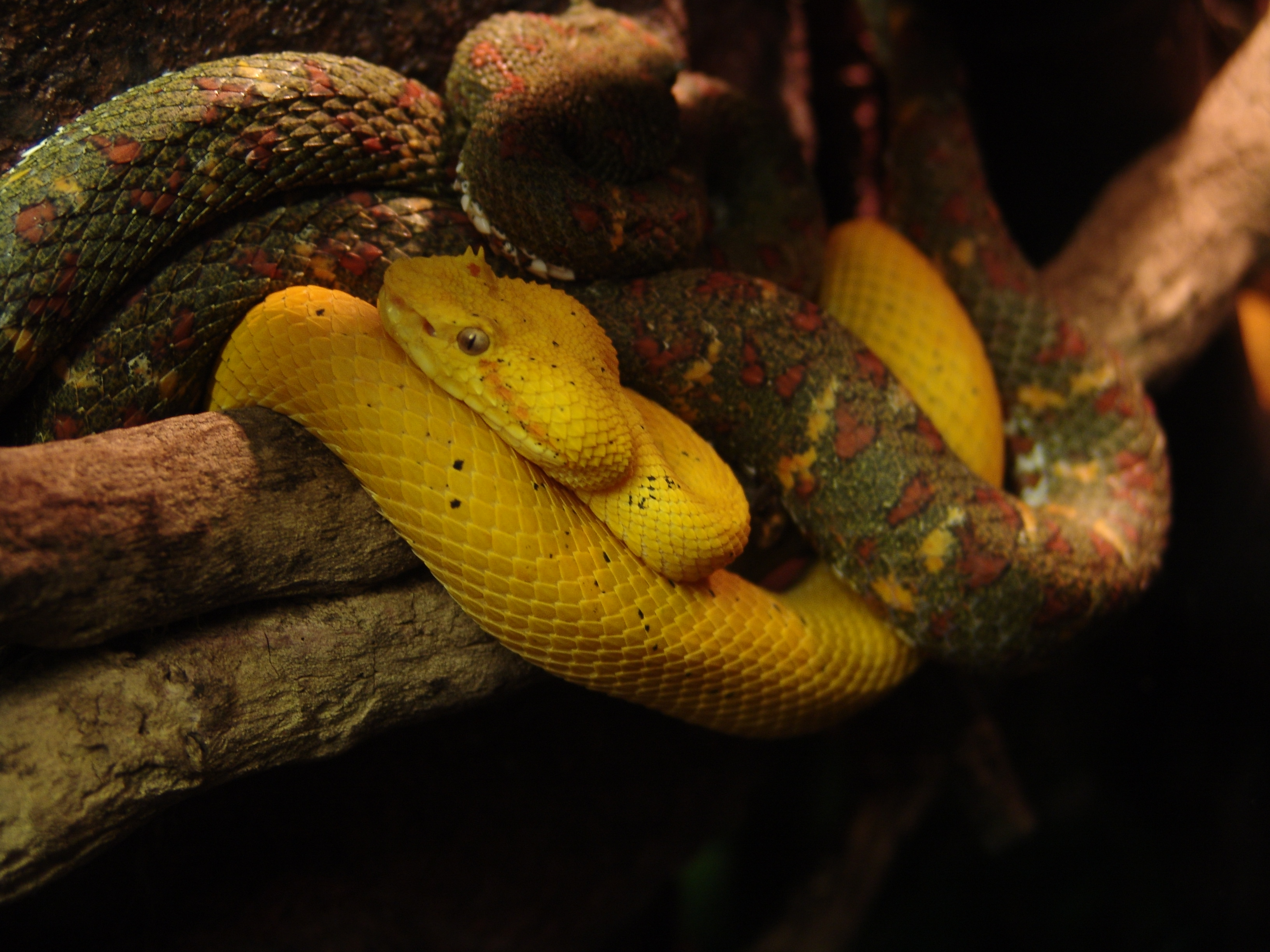
マツゲハブの一種。拡大すると右目の向こう側にまつげ状の突起がわずかに見えるのがわかる。